# 貞元村
貞元村（さだもとむら）は、千葉県君津郡（周淮郡）にかつて存在した村である。現在の君津市の北部に位置している。
旧村の名をそのまま村名としているため、君津市の地名として現存している。

## 沿革
- 1889年（明治22年）4月1日 - 町村制施行により、貞元村、八幡村、新御堂村、杉谷村、郡村、小香村、上湯江村、下湯江村、中富村が合併し、周淮郡貞元村が発足。
- 1897年（明治30年）4月1日 - 周淮郡が統合されて君津郡となる。
- 1954年（昭和29年）3月31日 - 君津町、周南村、貞元村が合併し、改めて君津町を新設。
- 1970年（昭和45年）9月28日 - 君津町、上総町、小糸町、清和村、小櫃村が合併し、改めて君津町を新設。
- 1971年（昭和46年）9月1日 - 君津町が市制施行し、君津市となる。